# Maura Healey
Maura Tracy Healey (Bethesda, 8 febbraio 1971) è una politica statunitense, governatrice del Massachusetts a partire dal 5 gennaio 2023 ed in precedenza procuratrice generale dello stesso stato dal 2015 al 2023.

## Biografia
La più grande di cinque fratelli, Maura Healey nacque a Bethesda, nel Maryland, da padre ingegnere e madre infermiera. All'età di appena nove mesi si trasferì con la famiglia a Hampton Falls, nel New Hampshire. 
Dopo essersi laureata col massimo dei voti ad Harvard, ha conseguito un master in giurisprudenza alla Northeastern University. Da qui comincia la sua carriera legale lavorando come impiegata del giudice A. David Mazzone del tribunale distrettuale del Massachusetts, fino a lavorare come assistente procuratrice distrettuale speciale nella contea di Middlesex. Assunta in seguito dalla procuratrice generale del Massachusetts Martha Coakley nel 2007, è stata capo della divisione per i diritti civili, dove ha guidato la sfida dello stato alla legge federale sulla difesa del matrimonio.
Iscritta al Partito Democratico, nel 2014 entrò in politica candidandosi alla carica di procuratrice generale del Massachusetts in sostituzione della stessa Coakley, ritiratasi per candidarsi a governatrice. Eletta con il 61,7% delle preferenze, assunse la carica di procuratrice il 21 gennaio 2015.
L'8 novembre 2022 fu eletta come nuova governatrice del Massachusetts con il 63,5% dei voti, battendo lo sfidante repubblicano Geoff Diehl, diventando in questo modo la prima donna nella storia, nonché la prima dichiaratamente lesbica contemporaneamente alla neo-governatrice dell'Oregon Tina Kotek, a rivestire tale carica. È entrata in carica il 5 gennaio 2023.